# Тисавашвари
Тисавашвари (венг. Tiszavasvári) — город в медье Сабольч-Сатмар-Берег в Венгрии.
Город занимает площадь 126,59 км², там проживает 12 833 жителя (по данным 2010 года). По данным 2001 года, среди жителей города 91 % — венгры, 9 % — цыгане.

## Расположение
Город Тисавашвари находится примерно в 26 км к западу от города Ньиредьхаза. В городе есть железнодорожная станция. В городе заканчивается автодорога 36.

## История
Город был образован из двух поселений Тисабюд и Сентмихай. В 1941 году объединённое поселение получило название Бюдсентмихай, а в 1952 году переименовано в Тисавашвари. В 1986 году Тисавашвари получил статус города.

## Население
| Год  | Численность | Численность |
| ---- | ----------- | ----------- |
| 2013 | 12 964      | [ 4 ]       |
| 2014 | 12 954      | [ 5 ]       |
| 2018 | 12 508      | [ 6 ]       |
| 2021 | 12 232      | [ 7 ]       |
| 2022 | 12 238      | [ 8 ]       |
| 2023 | 12 338      | [ 9 ]       |
| 2024 | 12 276      | [ 1 ]       |

## Города-побратимы
- Ардебиль, Иран
- Агдам, Азербайджан